# Gewindefurchen
Das Gewindefurchen oder Gewindedrücken ist ein Fertigungsverfahren zur Herstellung von Gewinden. Es zählt zur Gruppe des Eindrückens das zum Druckumformen gehört.
Beim Gewindefurchen werden Innengewinde hergestellt, indem in eine vorhandene zylindrische Bohrung ein Gewindeformer eingedreht wird. Die Erhöhungen des Werkzeuges werden dabei in die Oberfläche des Werkstückes eingedrückt. Zwischen dem Werkzeug und der Werkstückoberfläche kommt es zu einer gleitenden Bewegung, weshalb Schmiermittel bei diesem Verfahren von besonderer Bedeutung sind. Beim Gewindefurchen wird der Faserverlauf im Werkstück nicht unterbrochen, was sich günstig auf die Festigkeit der Gewinde auswirkt, während bei den weiter verbreiteten Verfahren des Gewindeschneidens, Gewindedrehens, oder Gewindebohrens der Faserverlauf unterbrochen wird.